# Simplicia monocaula
Simplicia monocaula is een vlinder uit de familie van de spinneruilen (Erebidae). De wetenschappelijke naam van de soort is voor het eerst geldig gepubliceerd in 1929 door A.E. Prout.
De soort werd aangetroffen op Sumatra.